# Базары (Гродненская область)
Базары́ (бел. Базары́, пол. Bazary) — деревня в Сморгонском районе Гродненской области Белоруссии.
Входит в состав Залесского сельсовета.
Расположена в юго-западной части района. Расстояние до районного центра Сморгонь по автодороге — около 12 км, до центра сельсовета агрогородка Залесье по прямой — 15,5 км. Ближайшие населённые пункты — Коммунарка, Мигули, Михничи. Площадь занимаемой территории составляет 0,2775 км², протяжённость границ 3030 м.

## История
Базары отмечены на карте Шуберта (середина XIX века) в составе Кревской волости Ошмянского уезда Виленской губернии. В 1865 году Базары насчитывали 32 ревизских души и являлись частью поместья Мигули.
После Советско-польской войны, завершившейся Рижским договором, в 1921 году Западная Белоруссия отошла к Польской Республике и деревня была включена в состав новообразованной сельской гмины Крево Ошмянского повета Виленского воеводства.
В 1938 году Базары насчитывали 21 дым (двор) и 132 души.
В 1939 году, согласно секретному протоколу, заключённому между СССР и Германией, Западная Белоруссия оказалась в сфере интересов советского государства и её территорию заняли войска Красной армии. Деревня вошла в состав новообразованного Сморгонского района Вилейской области БССР. После реорганизации административного-территориального деления БССР деревня была включена в состав новой Молодечненской области в 1944 году. В 1960 году, ввиду новой организации административно-территориального деления и упразднения Молодечненской области, Базары вошли в состав Гродненской области.

## Население
| 1938 | 1999 | 2009 |
| ---- | ---- | ---- |
| 132  | 34   | 13   |

## Транспорт
Через деревню проходит автодорога местного значения Н6144 Голешонки — Олешишки.